# Bair
Bair es una localidad de Croacia en el ejido de la ciudad de Novska, condado de Sisak-Moslavina.

## Geografía
Se encuentra a una altitud de 226 m s. n. m. a 110 km de la capital nacional, Zagreb.

## Demografía
En el censo 2021, el total de población de la localidad fue de 5 habitantes.
| Gráfica de población de Bair 1857-2021                              |
|                                                                     |
| Según los censos de población de la oficina estadística de Croacia. |

## Guerra de Croacia
En agosto de 1991, durante la Guerra de Croacia la localidad pronto quedó bajo el poder de la Región Autónoma Serbia de Eslavonia Occidental. 
El 29 de octubre, en el marco de la Operación Orkan-91, la Fuerza de Tarea Posavina de la Guardia Nacional Croata, logró un gran éxito en el camino Novi Grabovac - Bair - Kričke. Alrededor de las 1400 conquistó Bair sin mayores problemas. En la ocupación de la aldea participaron el 1.er Batallón de la 105.° Brigada y parte del 63.° Batallón de la 125.° Brigada.
Durante la ocupación de Bair, los serbios/JNA tuvieron trece soldados muertos y diecisiete heridos. Por otro lado, las fuerzas croatas tuvieron cinco muertos de la 105.° Brigada, siete heridos y un vehículo blindado de transporte destruido. Además, tres miembros del 3.° Batallón de la 8.ª Brigada murieron, ocho heridos y dos capturados.
La 105.° Brigada fue reemplazada por la 117.° Brigada que al poco tiempo abandonó la localidad. El 10 de noviembre ingresaron tropas de la  14.° Brigada (Vojvodina) del JNA sin combatir.
En la noche del 15 al 16 de noviembre de 1991, la 1.ª Brigada de la Guardia ocupó nuevamente Bair.